# Santa Trinidad (Buenos Aires)
Santa Trinidad is een plaats in het Argentijnse bestuurlijke gebied Coronel Suárez in de provincie Buenos Aires. De plaats telt 1.615 inwoners.